# Clyde River (Île-du-Prince-Édouard)
Pour les articles homonymes, voir Clyde River.
Clyde River est une communauté dans le comté de Queens de l'Île-du-Prince-Édouard, au sud-ouest de Charlottetown.

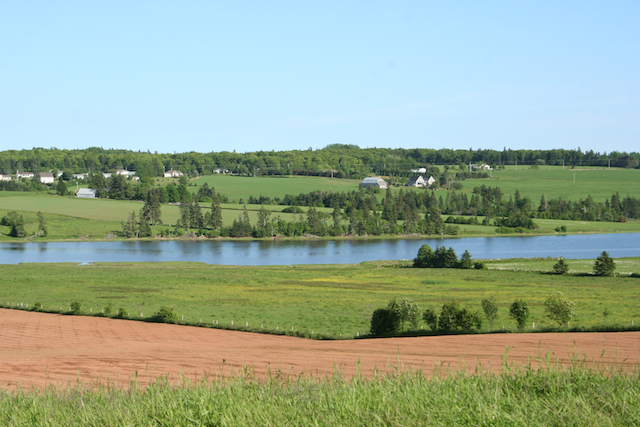
Clyde River.

## Démographie
| 2001 | 2006 | 2011 | 2016 |
| ---- | ---- | ---- | ---- |
| 581  | 618  | 576  | 653  |